# Roxana Darín
Roxana Darín (Buenos Aires, 28 de enero de 1931-13 de septiembre de 2018), antes Renée Roxana, fue una actriz argentina de cine, radio, teatro y televisión.

## Biografía
En 1952 ―con 21 años― inició su carrera en radio El Mundo como integrante de la compañía de Eduardo Rudy y Celia Juárez con la novela Y sin embargo hoy muero.

«Recuerdo que todo surgió por casualidad. Acompañé a Radio El Mundo a mi compañera de escuela Elder Barber (cantante y creadora de Canario triste). Llegamos con delantal blanco a un casting en la vieja Radio El Mundo (actual Radio Nacional, en Maipú 555) donde tomaba las pruebas su director, don José Tresenza. A los quince días me integraba a la compañía de Eduardo Rudy y Celia Juárez con la novela Y sin embargo hoy muero, bajo la batuta de su gerente artístico, Carlos Arturo Orfeo.»
Roxana Darín

Luego trabajó en varios ciclos en LU9 Radio Mar del Plata ―en la ciudad de Mar del Plata―. Cuando volvió a Buenos Aires, trabajó alternativamente en radio Del Pueblo ―donde trabajó en la obra Los tres mosqueteros―, y en radio Splendid ―con Noches de gala, donde el cómico Delfor Dicásolo era el presentador―.
En radio El Mundo, mientras actuaba en Las aventuras del Zorro, conoció a quien sería su marido, el actor Ricardo Darín, que también era piloto de avión. Un año después, en 1955, contrajeron matrimonio. Tuvieron dos hijos, también actores: Ricardo (n. 1957) y Alejandra (1966-2025). En 1969 se separaron.
Como actriz teatral debutó con la obra Tu cuna fue un conventillo, en el teatro Presidente Alvear.
Durante décadas vivió en un confortable departamento del barrio de Belgrano. En 2015, Roxana Darín tuvo algunos problemas de salud. En octubre de ese año, la Asociación Argentina de Actores y Actrices ―entidad que presidía su hija Alejandra― publicó un pedido de dadores de sangre. La actriz estuvo viviendo en la casa de su hijo Ricardo.
Roxana Darín falleció el 13 de septiembre de 2018, a los 87 años.

## Obra

### Radio
Algunas de sus presentaciones en radio son:
- Y sin embargo hoy muero. Radio El Mundo.
- Las aventuras del Zorro. Radio El Mundo.
- Los tres mosqueteros. Radio del Pueblo.
- Noches de gala. Radio Splendid.
- Un mundo de 20 asientos, de Delia González Márquez.

### Teatro
- Tu cuna fue un conventillo, de Alberto Vaccarezza, en el teatro Presidente Alvear.
- Tungahsuka, en el teatro General San Martín.
- Si Eva se hubiese vestido, con Gloria Guzmán.
- El hombre del paraguas.
- La biunda.
- Cucarachas de teatro.
- Becket, de Jean Anouilh.
- El proceso de Mary Duggan.
- 1967 y 1969: ¡Hello, Dolly!, junto a Libertad Lamarque y Tincho Zabala.
- La madre de... (unipersonal); el guion fue escrito por ella misma. Dirección: Eduardo Valentini.

### Cine
- La edad del amor.
- Miguitas en la cama.
- Pimienta.
- Donde duermen dos... duermen tres
- Pobre mariposa.
- Chechechela, una chica de barrio (1987)
- Chiche bombón, de Fernando Mussa (2004), como la chismosa madre árabe.

### Televisión
- 1969: Muchacha italiana viene a casarse.
- 1979: Chau, amor mío.
- Su comedia favorita.
- 1996: Verdad consecuencia.
- 2000: Por ese palpitar.
- 2003: Rincón de luz.

## Premios y reconocimientos
- 2012. Premio Podestá a la trayectoria honorable, otorgado por la Asociación Argentina de Actores  y Actrices.[7][8]
- 2013. Reconocimiento a la trayectoria de Artistas del Medio Audiovisual, otorgado por la Sociedad Argentina de Gestión de Actores Intérpretes (SAGAI).[9]